# Justin Cvetkov
Justin Cvetkov (serbiska: Јустин Цветков), född 12 juni 2007, är en serbisk simmare.

## Karriär
Vid EM 2024 i Belgrad var Cvetkov en del av Serbiens lag som tog guld på 4×100 meter frisim.